# Teatro Mediterraneo (Bisceglie)
Il teatro del Mediterraneo è un teatro all'aperto della città di Bisceglie, costruito nel 1995 sul litorale di ponente in località “trullo verde”, a circa 3 km dal centro urbano.

## Storia

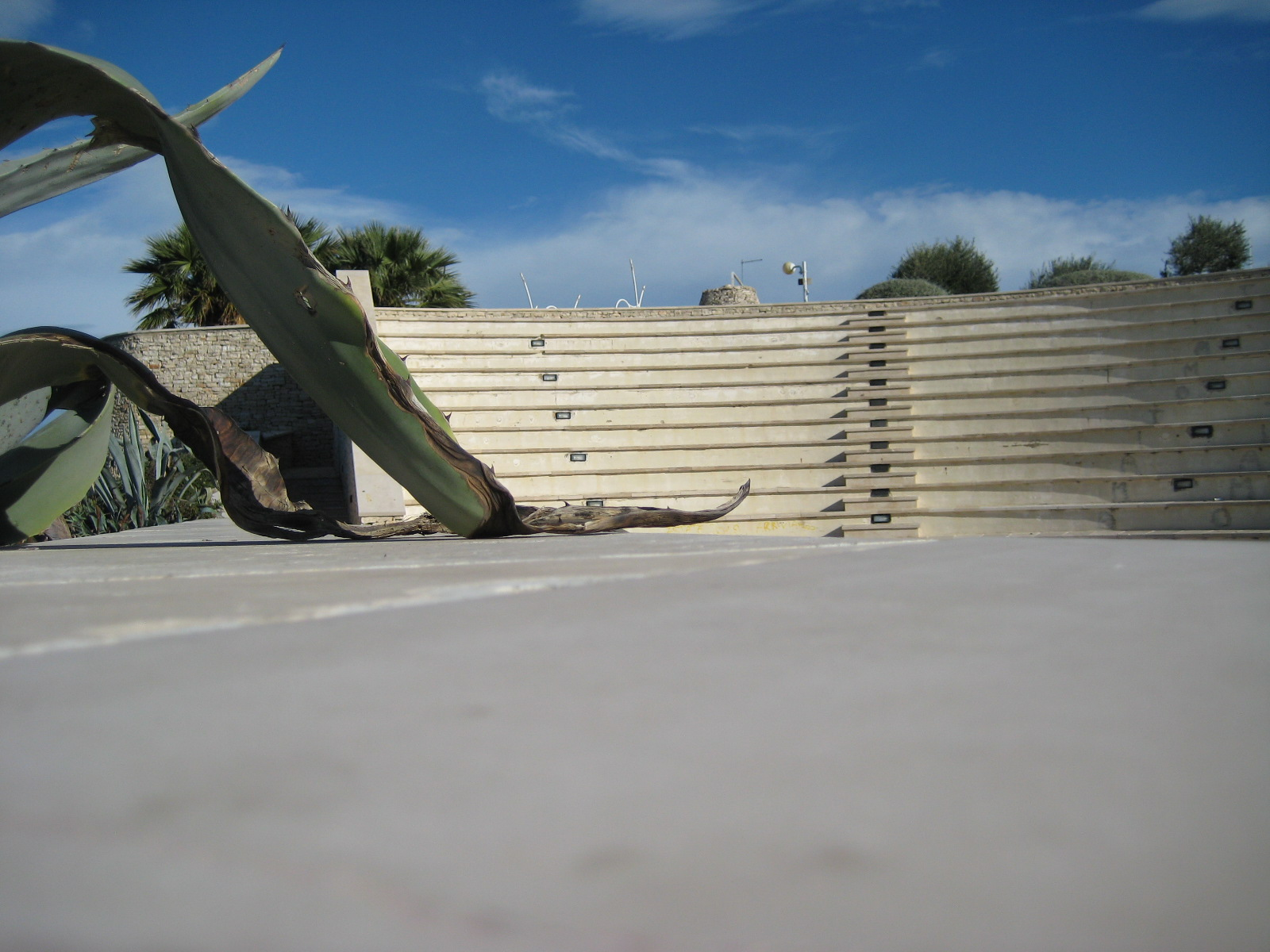
Scorcio del teatro “Mediterraneo”

Il teatro del Mediterraneo rappresenta uno dei luoghi più apprezzati dai turisti e dai biscegliesi, soprattutto nel periodo estivo.

Nell'attuazione del piano di recupero del tratto costiero di ponente, di cui la Città di Bisceglie si era dotata già dai primi anni novanta, era prevista la realizzazione di un'opera destinata ad attività culturali in un'area turistico-alberghiera. Fondamentale fu il contributo che l'architetto Amedeo Clavarino diede alla formulazione del tipo di struttura da realizzarsi sul suolo a terrazze compreso fra il tratto di costa a falesie, indicato con il toponimo “trullo verde”, e la strada litoranea.

In tale circostanza il progettista propose un tipo di struttura, da realizzarsi con tecniche di architettura del paesaggio, pensato non come uno spazio chiuso ma come un'architettura immersa in uno spazio naturale, e, per questo nel progetto definitivo si decise di adottare la tipologia di un teatro greco, essenzialmente costituito da un nucleo circolare attorno al quale si sarebbero sviluppate a ventaglio le gradonate per gli spettatori.

I lavori del teatro vennero terminati nei primi mesi del 1995. In tale occasione l'opera venne recensita dallo storico dell'architettura Bruno Zevi, nella rubrica di architettura della rivista l'Espresso.
La struttura ha ospitato innumerevoli spettacoli di teatro, di danza e musicali, con importanti artisti nazionali ed internazionali.

## Descrizione

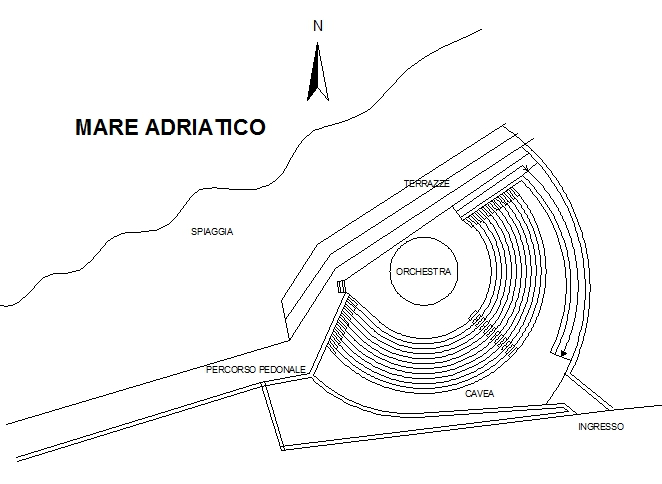
Pianta del teatro “Mediterraneo”

Il teatro del Mediterraneo appartiene alla tipologia classica del teatro greco.

La struttura, disposta integralmente all'aperto, è composta di orchestra e di cavea che può contenere circa 600 spettatori. Quest'ultima, scavata nel declivio prossimo al tratto di costa a falesie e orientata verso nord – ovest, consente agli spettatori di fruire una scena naturale che si affaccia sul mare Adriatico e inquadra all'orizzonte la Cattedrale di Trani ed il promontorio del Gargano.

La cavea, a forma di semicerchio, è composta da gradoni sovrapposti che servono da sedili, e da tre rampe di gradini disposte radialmente. Le estremità prossime alla scena con affaccio terrazzato sul mare, sono sostenute da muri contrafforti in pietra. Inoltre, la cavea è circondata parzialmente, sul lato di levante, da un percorso deambulatorio che permette agli spettatori di raggiungere i posti di livello più basso.

L'orchestra, che si trova alla quota più bassa, si sviluppa su un cerchio completo.

Gran parte della struttura è realizzata in muratura a secco in pietra di Trani, con alcune parti in terra armata rivestita in pietra a secco. Anche la pavimentazione dei percorsi, della cavea e dell'orchestra sono in pietra calcarea locale.

Il teatro, che si affaccia sul mare attraverso un sistema di terrazze, è collegato a percorsi pedonali articolati su due livelli che sviluppano lungo la spiaggia ed è contiguo ad uno spazio di incontro che ruota intorno al trullo verde, una tipica costruzione locale circondata da giardini e da una scultura monolite in pietra locale.

La gestione artistica del teatro è del Comune di Bisceglie.

## Galleria d'immagini

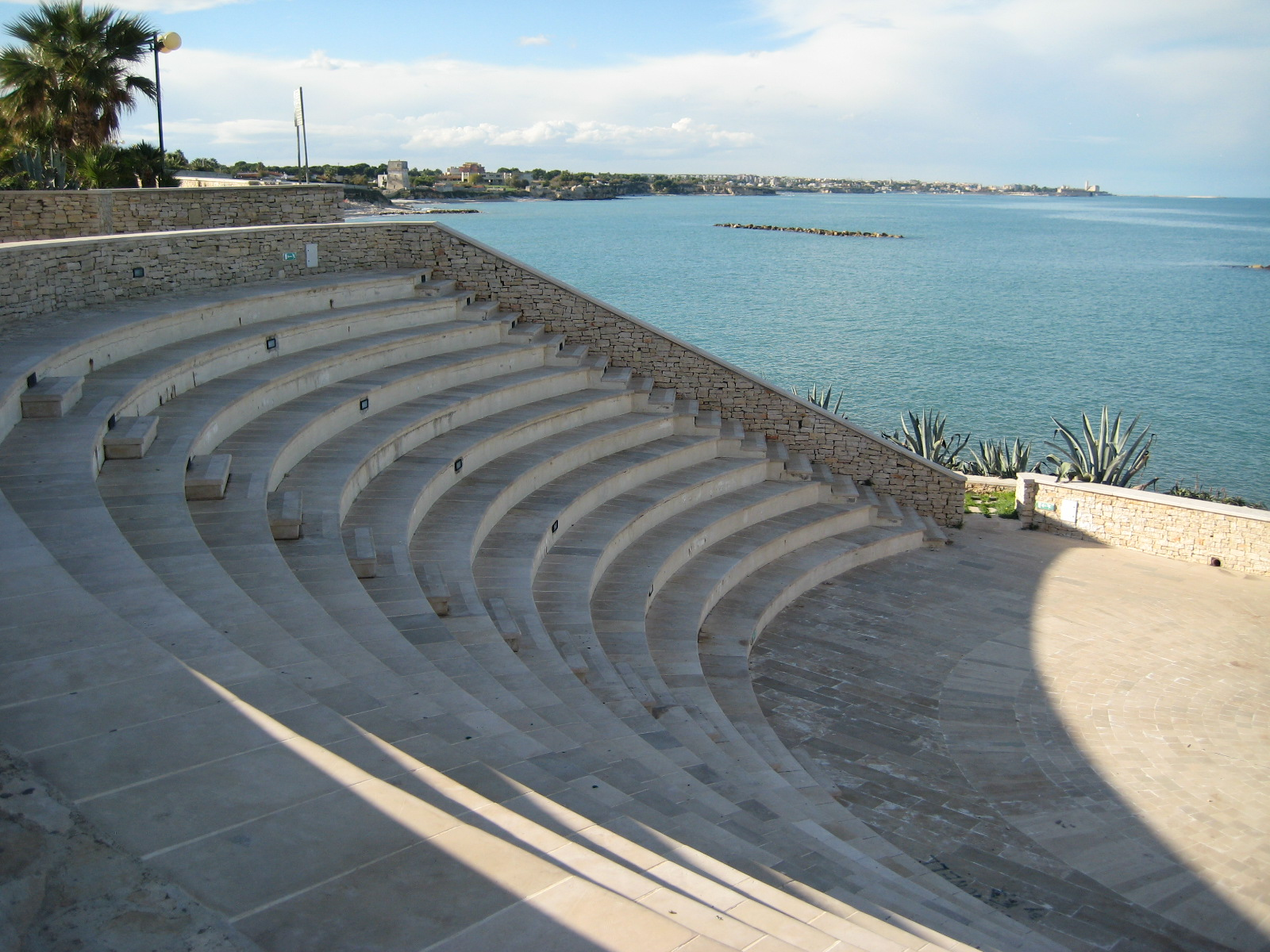
Facciata monumentale del teatro
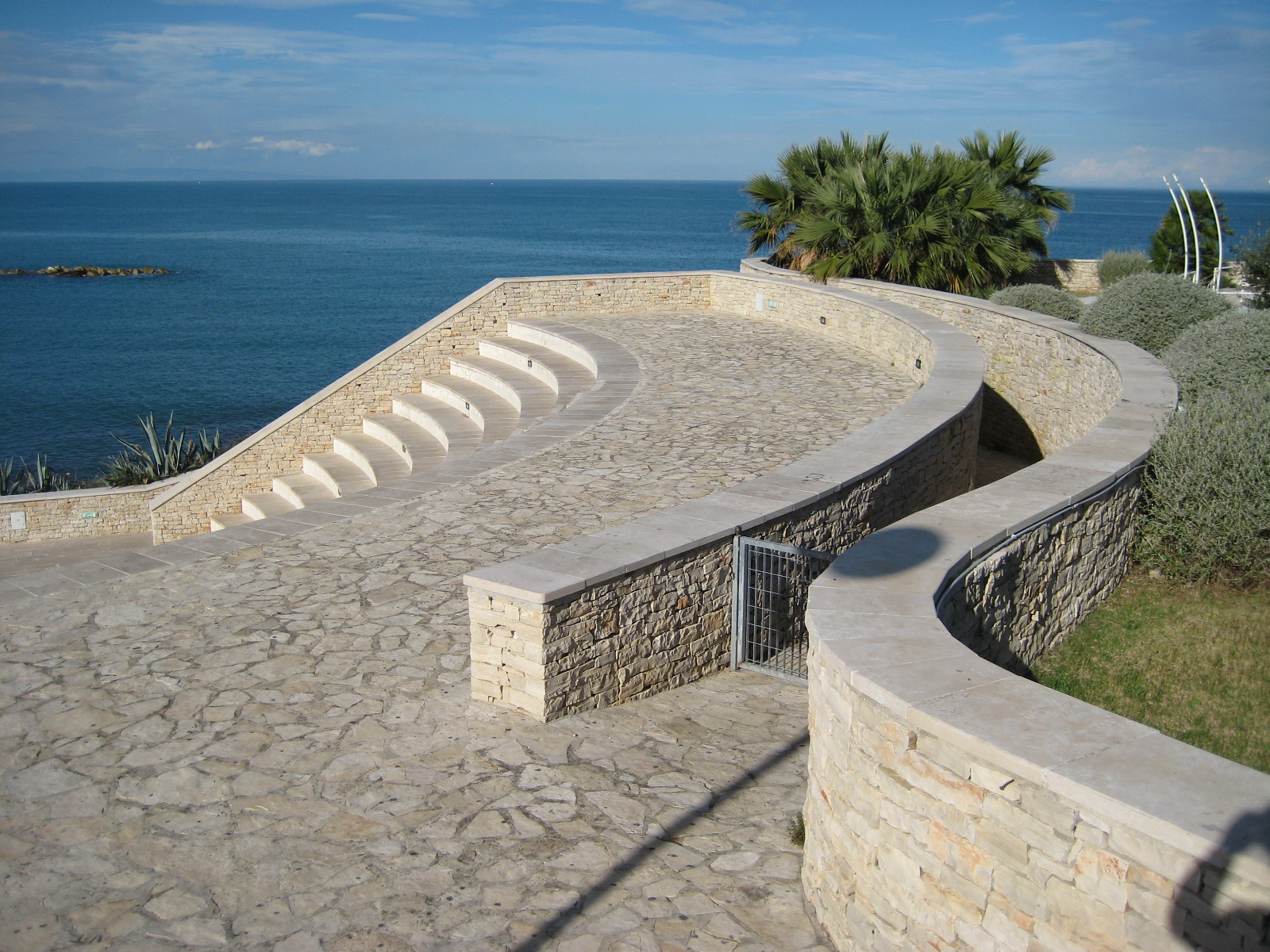
Facciata monumentale del teatro
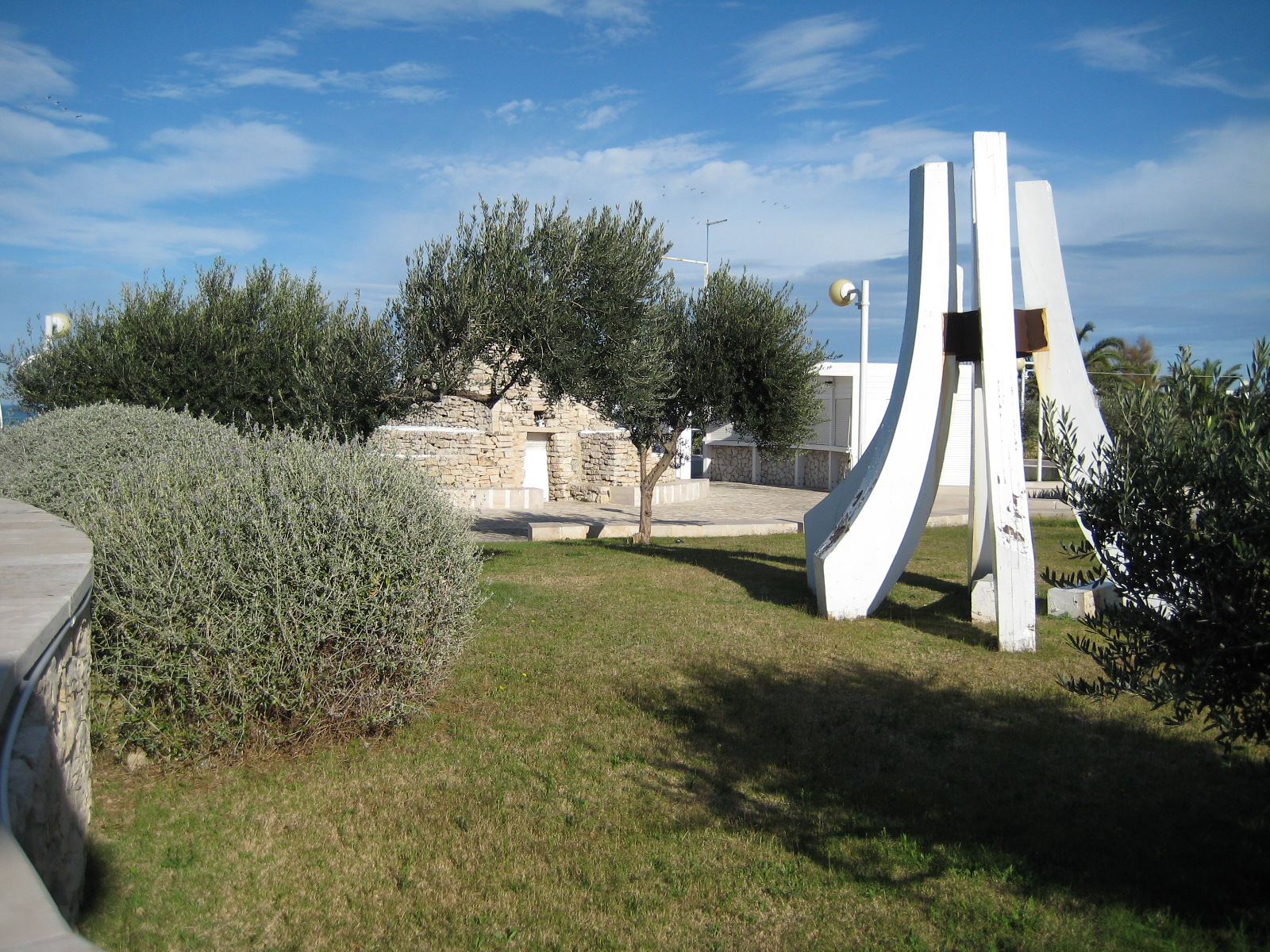
Facciata monumentale del teatro